# Bettina Heinen-Ayech

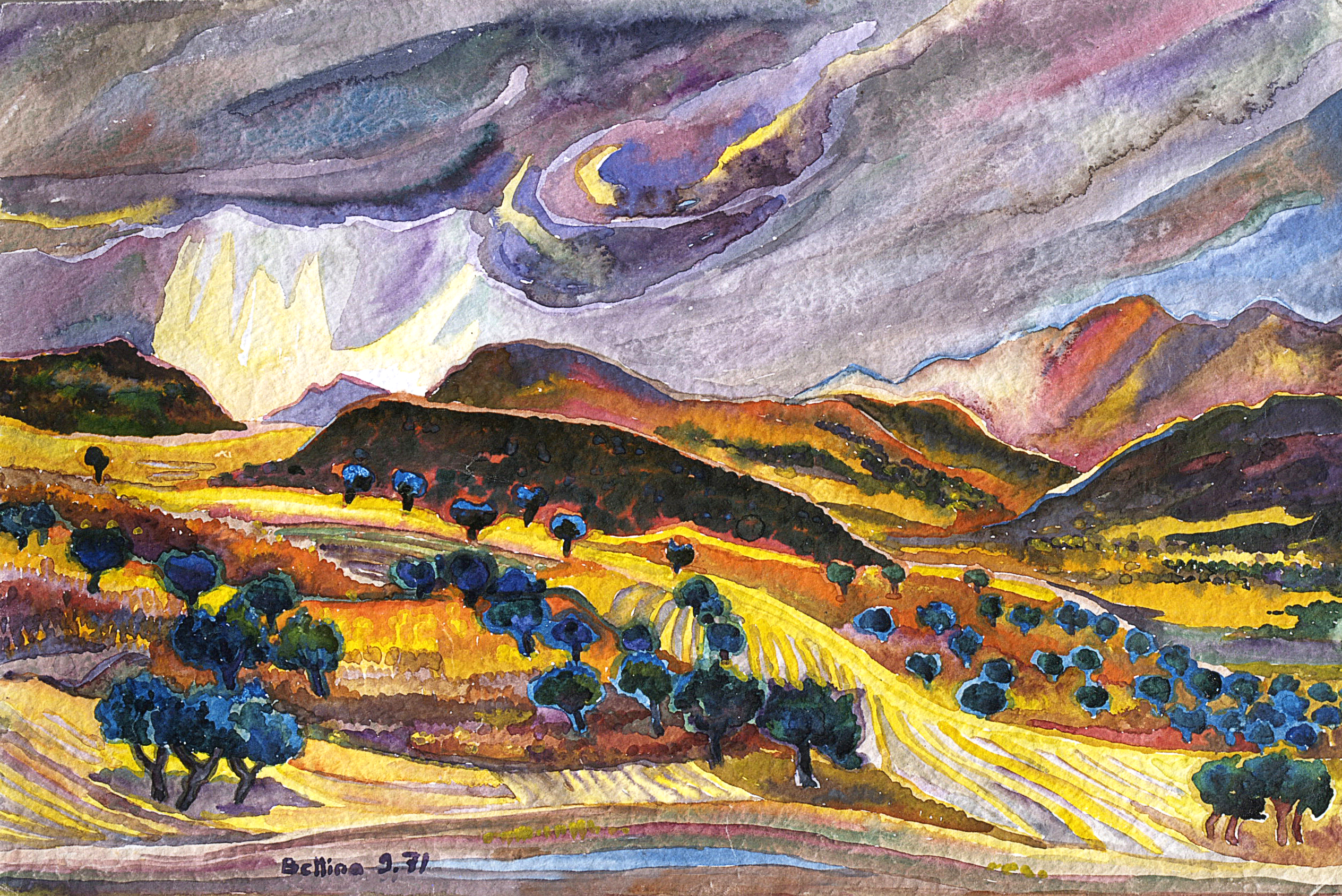
Bettina Heinen-Ayech (1937–2020): Letnia burza z piorunami w Algierii 1974

Bettina Heinen-Ayech (ur. 3 września 1937 w Solingen, zm. 7 czerwca 2020 w Monachium) – niemiecka malarka, znana z barwnych pejzaży Algierii.

## Życiorys
Bettina Heinen-Ayech była córką dziennikarza Johanna Jakoba Josefa „Hannsa” Heinena (1895–1961), urodzonego w Bauchem, wieloletniego redaktora naczelnego Solinger Tageblatts i gazety branżowej Eberswalder Offertenblatt, zajmującego się również liryką i dramaturgią. Jej matka, Erna, z domu Steinhoff (1898–1969), urodziła się w Düsseldorfie i pochodziła z westfalskiej rodziny z dworu Haus Ahse koło Soest. Bettina Heinen-Ayech miała troje rodzeństwa, dwóch braci i siostrę; dzieci dorastały w atmosferze sztuki i otwartości domu rodzinnego w Solingen. Rodzina mieszkała w starym domu szachulcowym w dzielnicy Höhscheid, dawnym sztygarowym domu tamtejszej kopalni ołowiu. Bettina Heinen-Ayech zamieszkiwała w domu rodziców podczas pobytów w swoim rodzinnym mieście aż do późnej starości.
W czasie II wojny światowej od 1942 roku Bettina Heinen-Ayech mieszkała z matką i jej siostrą w Kreuzthal-Eisenbach koło Isny im Allgäu, później dołączył do nich malarz i przyjaciel rodziny Erwin Bowien (1899–1972), który w 1942 roku wrócił do Niemiec po dziesięcioletnim pobycie w Holandii, nieustannie uciekając przed władzami nazistowskimi. Ojciec Hanns Heinen poszedł w ślad za nim, po tym jak w 1944 roku opublikował artykuł o rzeczywistej sytuacji w Niemczech. Przeciwko niemu i Bowienowi wydano w Kreuzthal nakazy aresztowania, co „rozdarło pokojówkę”, jak później podał Heinen.
W latach 1948–1954 młoda Bettina Heinen-Ayech uczęszczała do żeńskiego liceum August-Dicke-Mädchengymnasium w Solingen, gdzie jedna z nauczycielek rozpoznała i promowała jej talent. Pierwsze wykształcenie artystyczne Bettina Heinen-Ayech otrzymała od Bowiena, który w 1945 roku przeniósł się do rodziny Heinenów – do tzw. „Czarnego Domu” i który pozostał jej mentorem aż do śmierci. Od 1954 roku uczęszczała do kolońskich szkół rzemieślniczych, m.in. do klasy monumentalnego malarstwa ściennego Otto Gerstera, gdzie pozwolono jej przeskoczyć trzy klasy. W roku 1955 prace Bettiny Heinen-Ayech – 20 akwareli i rysunków – wystawiono po raz pierwszy w Kursaal w Bad Homburgu. Obrazy 18-letniej wówczas Bettiny Heinen-Ayech zostały włączone przez właścicielkę frankfurckiej galerii, Hannę Bekker vom Rath, do zbiorowej wystawy Niemieckiej Sztuki Współczesnej (1955/56), obok dzieł Karla Schmidta-Rottluffa, Paula Klee, Maxa Beckmanna, Maxa Ernsta, Ernsta Ludwiga Kirchnera i Käthe Kollwitz, pokazywanych w tournée po Ameryce Południowej, Afryce i Azji. Karl Schmidt-Rottluff doradził jej: „Bettino, bądź wierna sobie!”
Następnie Bettina Heinen studiowała u Hermanna Kaspara w Akademii Sztuk Pięknych w Monachium i odbywała wycieczki do Ticino. Od 1958 roku studiowała w Królewskiej Duńskiej Akademii Sztuki w Kopenhadze i odbyła pierwszą z kilku podróży do Norwegii, gdzie zakupiła chatę u podnóża gór Siedmiu Sióstr. W latach 1959 i 1962 Bettina Heinen-Ayech otrzymała stypendia Ministerstwa Kultury Nadrenii Północnej-Westfalii. W tym czasie odbyła też pobyty malarskie na Sylcie, w Ticino, Norwegii oraz Paryżu. W 1962 roku Bettina Heinen-Ayech wybrała się w swoją pierwszą podróż do Afryki Północnej, będąc zaproszoną do Kairu przez Niemiecki Instytut Kultury.
W Paryżu w 1960 roku, podczas gdy w Jardin du Luxembourg malowała razem z Bowienem, poznała swojego przyszłego męża, Algierczyka Abdelhamida Ayecha (1926–2010). Dwa lata po narodzinach córki Diany w 1961 roku rodzina przeniosła się do Guelmy, rodzinnego miasta Ayech w Algierii, które wówczas stało się niezależne od Francji. W 1969 roku urodził się ich syn Haroun. W następnych latach Bettina Heinen-Ayech stale przemieszczała się między Solingen a Algierią, poszukując motywów swoim samochodem, „pojeździe, który kiedyś narodził się jako R4”. Stąd zaistniał znany motyw „nieuniknionej końcówki papierosa w kąciku ust” Jej miłość do Algierii opiera się również na miłości do męża Hamida – według Bettiny Heinen-Ayech – „człowieka wolnego i odważnego”.
Pierwsze prace Bettiny Heinen-Ayech zostały zakupione w 1968 roku przez Muzeum Narodowe w Algierii (Musée National des beaux-arts d’Alger), a w 1976 roku otrzymała nagrodę Grand Prix de la ville d’Alger. W tym samym roku została przewodniczącą Towarzystwa Przyjaciół Erwina Bowiena (Bowien zmarł w 1972). W 1992 roku w Musée National des beaux-arts d’Alger odbyła się retrospektywa 120 jej obrazów. W 1993 roku otrzymała Nagrodę Kulturalną fundacji Solinger Bürgerstiftung Baden. W 2004 roku w Algierii odbyła się druga wielka retrospektywa jej prac. Wystawa była objęta patronatem ówczesnej algierskiej minister kultury Khalidy Toumi. W 2006 roku rząd algierski uhonorował ją ponownie. W tym samym roku podczas jej nieobecności w domu w Solingen miało miejsce włamanie w celu kradzieży sześciu obrazów Erwina Bowiena.
Do 2018 roku obrazy Heinen-Ayech były pokazywane na ponad 100 wystawach indywidualnych i licznych wystawach zbiorowych w Europie, Ameryce i Afryce. Jej imię „Bettina” stało się jej pseudonimem artystycznym, również w arabskiej pisowni بتينا. Życie i twórczość Bettiny Heinen-Ayech przedstawiano w książkach i filmach. W 2012 roku po raz pierwszy po wojnie wróciła do Kreuzthal w Allgäu. Podczas powrotu towarzyszyła jej ekipa telewizyjna z Bayerischer Rundfunk.
Bettina Heinen-Ayech zmarła 7 czerwca 2020 roku w wieku 82 lat w Monachium.
W 2020 roku na domu jej rodziców (tzw. „Czarny Dom”) zamieszczono tablicę pamiątkową zarówno dla niej, jak i dla jej przyjaciół z kolonii artystów.

## Twórczość
Bettina Heinen-Ayech w ramach swojej nauki poznała wszystkie techniki malarskie i skupiła się na malarstwie akwarelowym. Jako malarka plenerowa tworzyła liczne obrazy pejzażowe, rzadziej portrety. Podczas pobytów w Algierii opracowała własną technikę. Na skutek suchego powietrza w Guelmie akwarele nie wiązały się ze sobą tak, jak w klimacie Europy, lecz szybko wysychały. Stąd Heinen-Ayech opracowała własną technikę: „Łączę mocne kolory niczym mozaikowe smugi jedna przy drugiej”, wyjaśniała. W takiej kombinacji intensywnych kolorów oddawała plastyczny obraz krajobrazów i światła w Algierii. W latach terroryzmu od 1990 do 2000 roku mogła malować w Algierii tylko portrety, martwe natury oraz widoki z okna; podróże nie były możliwe.
W Algierii zmieniła się nie tylko jej technika malarska, lecz także osobowość, jak twierdziła Bettina Heinen-Ayech. Zdystansowała się od swoich „europejskich uprzedzeń” i „wsłuchiwała się” w piękną przyrodę w Guelmie: „Południowa góra Mahouna, jej pola, urzekają i urzekają wszystkie moje zmysły i opanowują moje fantazje. Maluję ten region wiosną, podczas gdy zieleń pokrywają czerwone kropki – maki – świecąc we wszystkich swoich odcieniach, daleko od gęstej zieleni Europy, latem, gdy jego niebieskie i fioletowe szczyty wznoszą się ponad przecudownym złotem pszenicznych pól; zimą, gdy czerwień ziemi ma niesamowitą moc, którą tak trudno zobrazować!”
Już w 1967 roku dziennikarz Max Metzker pisał o Bettinie Heinen-Ayech w Düsseldorfer Nachrichten: „Jest w stanie stworzyć krajobraz nawet dla tych, którzy go nie znają. Portrety nie są jedynie wizerunkami ludzi, lecz również głęboko wnikającym zobrazowaniem duszy”.

## Wystawy
- 1955 Kursaal von Bad Homburg[2]
- 1957 Nordfriesland Muzeum. Nissenhaus Husum; Kopenhaga, Niemiecki Klub[2]
- 1958 Welfenschloss Münden[2]
- 1961 Berno, Galeria Schneider[2]
- 1962 Kair, Niemiecki Instytut Kultury[2]
- 1963 Solingen, Niemieckie Muzeum Ostrzy[2]
- 1966 Düsseldorf, Międzynarodowy Instytut Edukacyjny Most[2]
- 1970 Tunis, wystawa w Salonie Artystów[2][10]
- 1972 Hamburg, Galeria Sztuki Współczesnej[2]
- 1973 Springe, Muzeum auf dem Burghof; Rabat, Instytut Goethego; Casablanca, Instytut Goethego[10]
- 1976 Gladbeck, Muzeum Schloss Wittringen[10]
- 1980 Remscheid, Muzeum Miasta, Muzeum Regionalne Hasten[10]
- 1984 Damaszek, Instytut Goethego. Muzeum Narodowe Damaszku dokonujące zakupów; Aleppo, Musée National[10]
- 1986 El Oued, Maison de la Culture[10]
- 1990 Würzburg, Otto-Richter-Halle, Freunde Mainfränkischer Kunst und Geschichte e.V.; Paris, Centre Culturel Algérien[10].
- 1992 Arundel, Little Gallery[10]
- 1993 Algieria, wielka retrospektywa z ponad 120 obrazami w Musée National des Beaux Arts d’Alger. Muzeum dokonujące zakupów[10].
- 1998 Solingen, August-Dicke-Gimnasium z okazji 125 jubileuszu[10]
- 2000 Solingen, Muzeum Sztuki Baden; Paryż, Ratusz[10]
- 2002 Algieria, Towarzystwo Niemiecko-Algierskie[10]
- 2003 Aachen, Centre Culturel Français w ramach algierskiego Roku Kultury we Francji[10]
- 2004 Algieria, druga wielka retrospektywa 100 obrazów w Muzeum Narodowym Algierii pod patronatem minister kultury Khalida Toumi[10]
- 2008 Angers, Château d´Angers[10]
- 2017 Georgsmarienhütte, Muzeum Villa Stahmer[10]

## Nagrody
- 1976 Bettina Heinen-Ayech otrzymuje nagrodę Grand Prix de la ville d’Alger[10]
- 1993 Nagroda Kulturalna fundacji Bürgerstiftung Baden, Solingen[10]
- 1998 Miasto Constantine w Algierii odznacza malarkę nagrodą Prix d’honneur[10]
- 2003 Algierska Nagroda Państwowa przekazana przez minister kultury Frau Khalida Toumi, jako odznaczenie za całokształt twórczy[10]
- 2006 Oficjalne wyróżnienie algierskiego Ministerstwa Kultury[10]

## Publikacje
- (Jako redaktorka) Hanns Heinen: Z pełni życia. Wiersze. Wydawnictwo U-Form, Solingen.
- (Jako redaktorka) Erwin Bowien: Piękna gra między duchem a światem – moje życie malarza. ISBN 3-88234-101-7.
- (jJako redaktorka) Erwin Bowien. Werkverzeichnis. – Catalogue Raisonné – Werkoverzicht. Wydawnictwo U-Form, Solingen 1999, ISBN 3-88234-103-3.

## Literatura
- Eduard Fallet-von Castelberg: Bettina Heinen. Kleiner, Bern 1967. (niemiecki/francuski)
- Ali Elhadj-Tahar/Hans Karl Pesch: Bettina Heinen-Ayech. Wydawnictwo U-Form, Solingen 1982.
- Marianne Kopatz: Bettina Heinen-Ayech, Akwarele i szkice z Algierii. Wyd.: Stadtsparkasse Solingen. 1985.
- Malika Bouabdellah/Diana Millies/Bernard Zimmermann: Bettina Heinen-Ayech. Retrospektywa 1951–1992. Wyd.: Stadtsparkasse Solingen. 1992.
- Malika Bouabdellah: „Bettina” Katalog z retrospektywy w Musée National des Beaux-Arts. 1993.
- Hans Karl Pesch: Bettina, Kollektion Klaus Wiens. 1999, ISBN 3-88234-106-8.
- Dalila Mahammed Orfali: „Bettina”. Katalog z retrospektywy w Musée National des Beaux-Arts. 2005.
- Taieb Larak: Bettina, La rencontre d’un peintre et d’un pays. Bettina Heinen-Ayech et l’Algérie. 2007.
- Dr. Haroun Ayech, Ali El Hadj Tahar: Bettina, Galerie Dar el Kenz, Alger, 2016.
- Taieb Larak, Bettina. Die Begegnung einer Malerin mit einer Landschaft. Bettina Heinen-Ayech und Algerien. En-Nakhla, Algier, 2018, ISBN 978-9947-0-5382-9.
- Dr. Claudia Schöning-Kalender; Bettina Heinen-Ayech: Bewegung, Farbe, Licht. Das Künstlerische Vermächtnis einer Malerin. Art Profil, Magazin für Kunst, Heft-Nr. 144-2021

## Filmy
- 1992: Bettina Heinen-Ayech, Lettre à Erwin Bowien, Portret artysty: Hassan Bouabdellah, Visualis Production, Algieria 1992. Niemieckie wydanie: Bettina Heinen-Ayech, list do Erwina Bowiena. Visualis Production we współpracy z Avalon Film+TV-Produktion, Solingen 1992[10]
- 2002: Bettina Heinen-Ayech, Hymne à la nature (Boualem Aissaoui, CYM Audiovisuel, Algieria)[10]
- 2010: Sztuka pamięci (reportaż z pierwszego pobytu Bettiny Heinen-Ayech w Kreuzthal od czasu zakończenia wojny, w BR „Między Spessart a Karwendel“)[10]
- 2015: Punkt zbiegu w Allgäu – Sztuka pamięci: Erwin Bowien w Kreuzthal (reżyseria: Georg Bayerle i Rudi Holzberger. Bayerle-Kümpfel-Holzberger Foundation)[10]
- 2017: Bettina Heinen-Ayech – malarka z Solingen w Algerii (program na 80. urodziny artystki w „Lokalzeit Bergisches Land” WDR)[10]